# Sonnenhof (Gries)

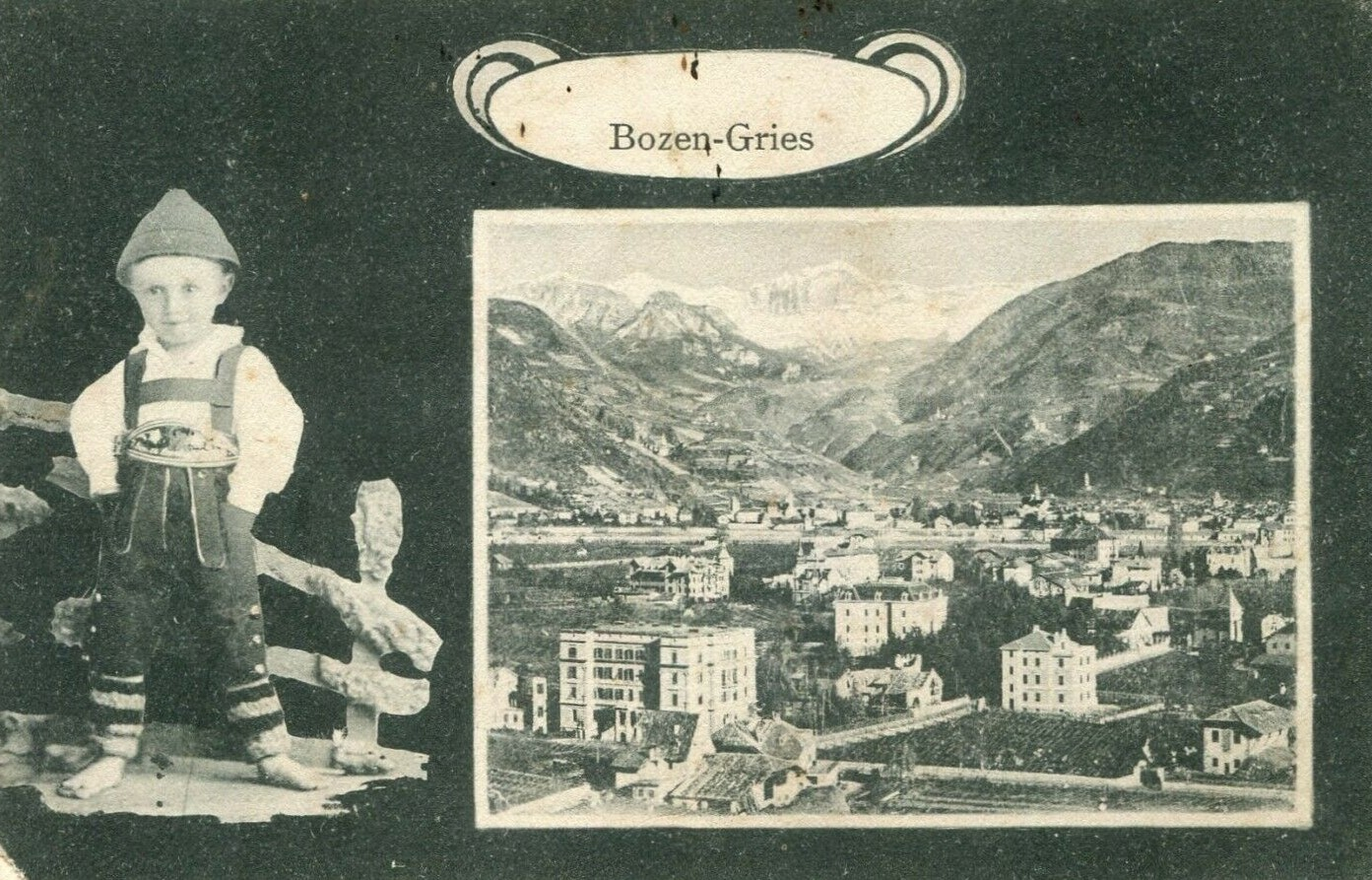
Das ehem. Hotel Sonnenhof mit der Dependance Sonnenheim auf einer Ansichtskarte von 1907 (im Mittelgrund die ehem. Villa Wendlandt)

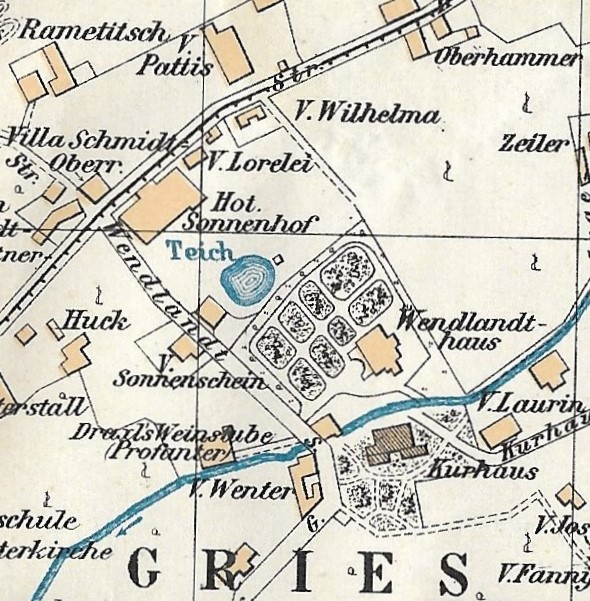
Neuer Plan von Bozen und Gries mit Hotel Sonnenhof und seinen Dependancen, ca. 1907

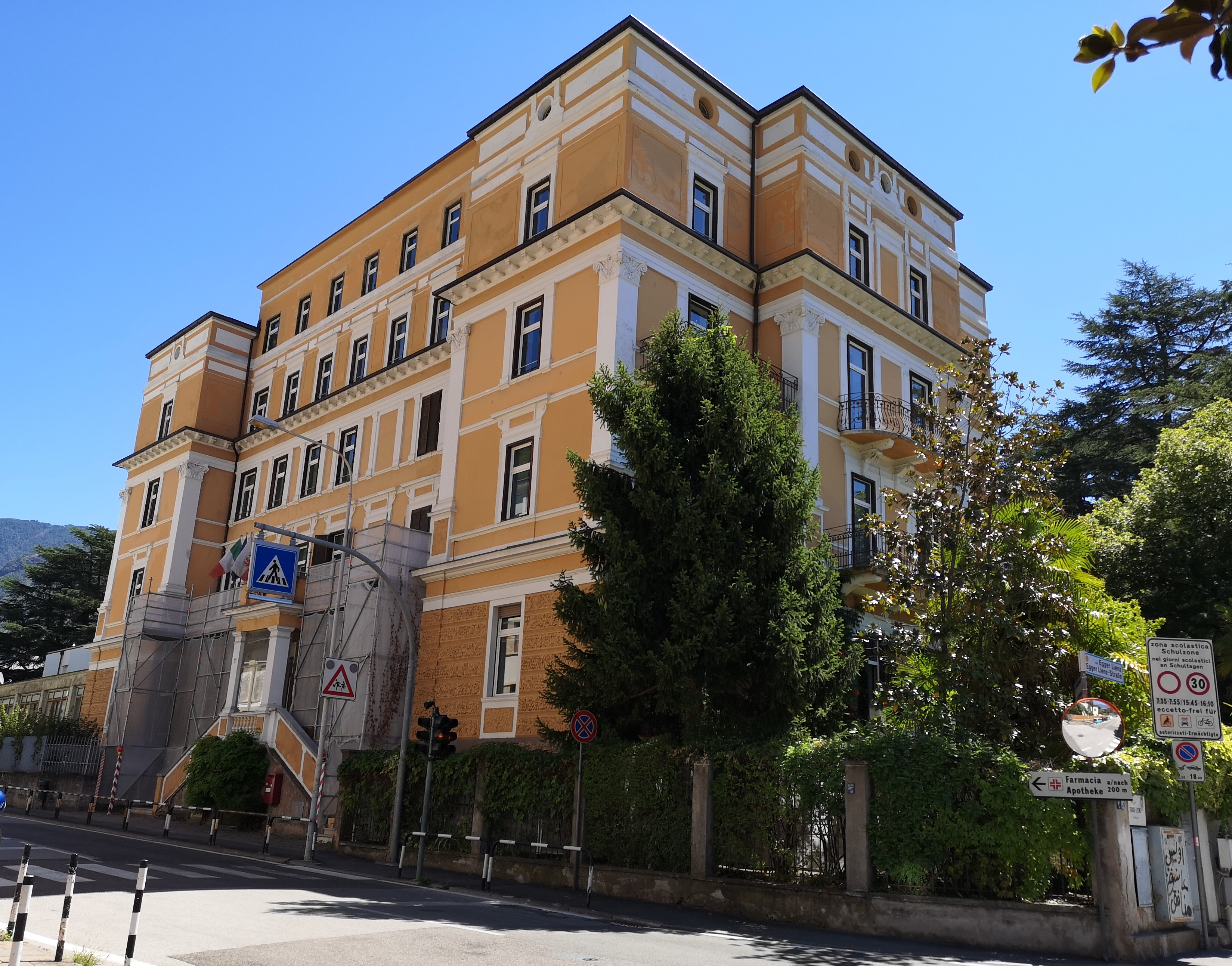
Hauptfassade des ehem. Hotels Sonnenhof

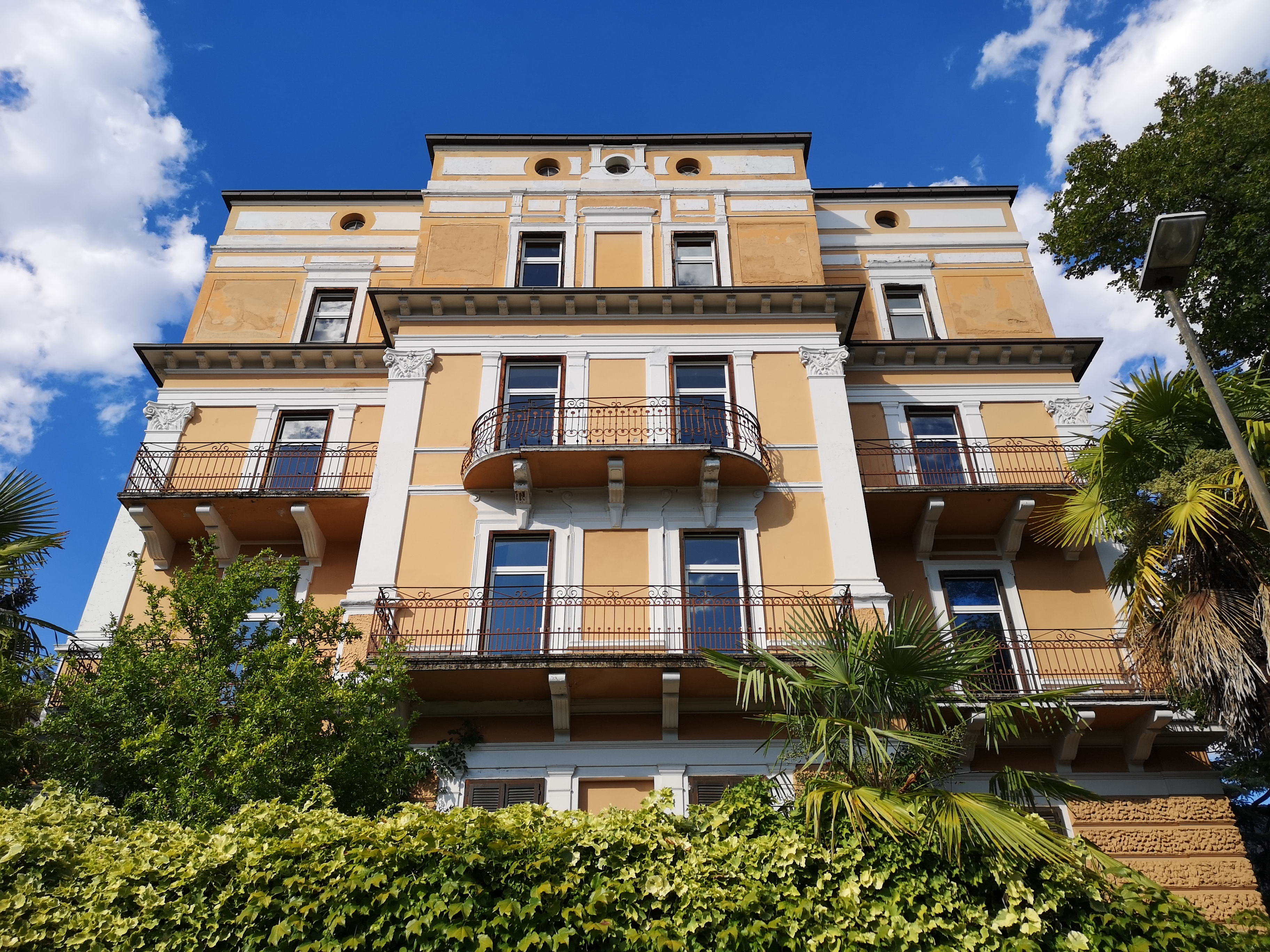
Südwestseite des Gebäudes

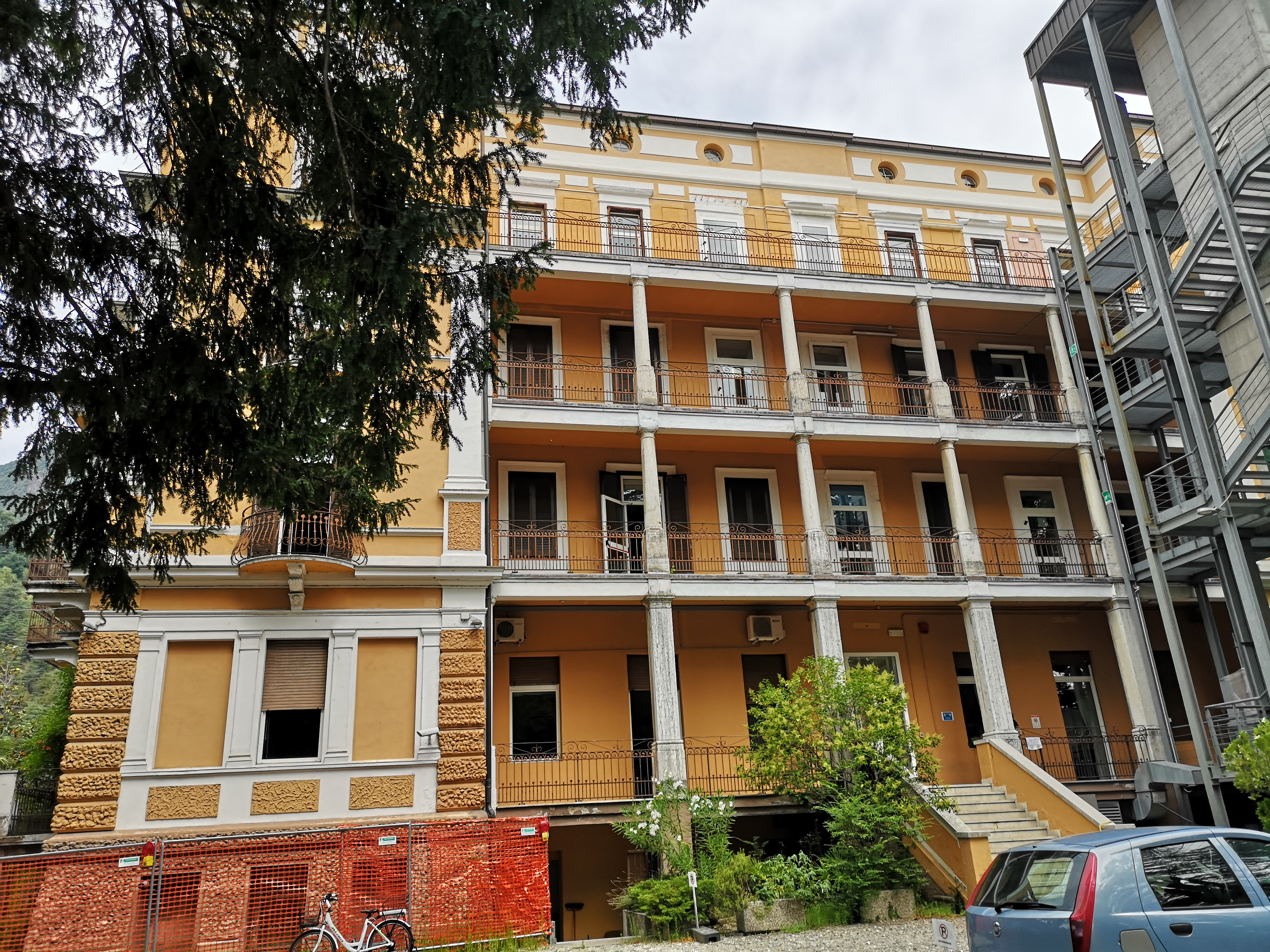
Der Balkontrakt an der Südostseite

Das ehemalige Hotel Sonnenhof, heute ein Schülerheim, ist ein historisches Gebäude in Bozens Stadtteil Gries-Quirein (Südtirol), das 1887/88 nach Entwurf von Josef Adam Irschara und auf Initiative von Minna Ottilie Scholvien-Wendlandt im historistischen Stil errichtet und 1931 zum Internat umfunktioniert wurde. Das vier Stockwerke umfassende Haus ist das letzte, baulich weitgehend unverändert erhalten gebliebene Hotelgebäude des früheren Kurorts Gries.

„Der Sonnenhof ist der erste unter den Grieser Gasthöfen. Seine Gärten und Nebenhäuser — Dependancen — Laurin, Loreley und Wilhelma, können als musterhaft bezeichnet und Freunden des Comforts warm empfohlen werden. Der Besitzer gilt als höchst bewährte Kraft auf dem Gebiete
des Hôtelwesens und hält seine Anlage gehörig im Zuge. Das Anwesen liegt im besten Theile von Gries; sein grüner Park gewinnt durch den nahe gelegenen See und die geheimnissvolle Burgruine, welche hinter den prächtigen Laubgängen hervorlugt.

Was uns im Innern des Hôtels anheimelt, sind seine elegant eingerichteten Gesellschaftsräume, die prächtig ausgestatteten Schlafzimmer und Salons, seine Blumenterrassen und Balkone. Das Hôtel besitzt heizbare Corridore und Wintergärten, von denen man zwischen Orangenbäumen und Palmen, vor Winterluft geschützt, nach den Dependancen gelangt. Wie anmuthig erscheint der durch zahlreiche Glühlämpchen erleuchtete, im Pflanzengrün prangende grosse Saal, die gleichfalls überreich mit Licht gesegneten Anlagen und die gemüthlichen Wohnzimmer mit ihren reizenden Ausblicken in’s Etschland.

Unser herrliches Gasthaus besitzt eine durchaus zeitgemässe Einrichtung für Warmbäder, Kaltwassercur und schottische, temperirbare Douchen, Einrichtungen für Massage-, heilgymnastische, elektrische, Inhalations- und pneumatische Curen, welche von bewährter sachkundiger Hand geleitet werden. Die Loreley, eine der genannten Dependancen des Hôtels, grenzt an den Speisesaal und enthält, sowohl im Parterre, als auch in der ersten Etage die vielbegehrten Südzimmer; ebenso die Wilhelma, die andere Filiale unserer Einkehrstätte. Das ganze Etablissement verfügt über 120 Betten und unterhält ausreichende elegante Fahrzeuge und Reitpferde. Ein Omnibus rollt pünktlich am Bahnhofe Bozen vor, um Fremde aufzunehmen. Der tägliche Pensionspreis ist ein sehr mässiger, wenn man erwägt, was dafür geboten wird. Nämlich: Das vollständig und elegant eingerichtete, elektrisch beleuchtete Wohnzimmer, Frühstück, Diner und Souper. Das Alles kostet per Tag 3 fl. 50 kr.“

Gelegen an der Ecke Fagenstraße (ehemals Habsburgerstraße) zur Egger-Lienz-Straße (ehemals Wendlandtstraße), schräg gegenüber dem Weinhof Schmid-Oberrautner, war das ehemalige Hotel und Sanatorium mittels der Bozen-Grieser Kleinbahn an den Bahnhof Bozen angeschlossen. Das Haus bildete – gemeinsam mit dem ehemaligen Hotel Germania (an der Guntschnapromenade) und dem (abgerissenen) Hotel Austria – das Dreigestirn der gehobenen Beherbergungsbetriebe des Kurorts Gries, der 1925 nach Bozen eingemeindet wurde und seither seine touristischen Funktionen weitgehend eingebüßt hat. Zum Hotel gehörten neben der Dependance Sonnenheim, die heute als umgebautes Wohnhaus in der Egger-Lienz-Straße fortbesteht, die nördlich entlang der Fagenstraße angrenzenden Nebengebäude Wilhelma und Loreley (dieses mit einer öffentlich zugänglichen Kur- und Badeanstalt), die in den 1930er Jahren abgerissen bzw. umgebaut wurden. Zu den Gästen des Hauses zählten auch Angehörige des europäischen Hochadels, wie etwa die Familie von Egidy. Im Januar 1896 fand in den Räumlichkeiten des Sonnenhofs eine Gedächtnißfeier (!) der Gründung des deutschen Reiches in Gries statt, die an das 25-jährige Jubiläum der Deutschen Reichsgründung von 1871 erinnerte.
Das Haus wurde zunächst von Conrad Gilbert, dem Direktor des Kurhauses in Tarasp, geführt. Erste Gastwirtin war Therese Archauer. Auf sie folgten Dr. Ludwig Nazarkiewicz und sodann Josef Eidenberger, letzterer als Besitzer, der 1923 auch Mitglied des Fremdenverkehrskomitees des Bezirks Bozen wurde.
Nach der Annexion Südtirols an Italien 1919/20 und der nachfolgenden Machtergreifung des Faschismus im Jahr 1922 wurde das Hotel, das zunächst zu Hotel Regina umbenannt wurde, in den Spätzwanzigern enteignet und – im Kontext der Italianisierung Südtirols – als Schülerheim (Convitto nazionale Damiano Chiesa) adaptiert, das ab dem Schuljahr 1931/32 40 Knaben Aufnahme bot. Das Heim wurde am 30. April 1932 durch Herzog Emanuele Filiberto von Savoyen und dessen Frau, die Herzogin von Pistoia, feierlich eröffnet. In der Zeit der deutschen Besetzung Südtirols 1943–1945 wurde das Heim geschlossen und das Haus von der Wehrmacht als Militärlazarett verwendet. Nach der Befreiung vom Nazifaschismus im Mai 1945 diente das Gebäude kurzzeitig als Sitz der britischen Militärs, ehe im Oktober 1946 wieder der Heim- und Schulbetrieb (letzterer nur bis 1996) starten konnte. In den 1960er Jahren wurde in der Fagenstraße, nordseitig an den Sonnenhof angrenzend, die italienischsprachige Grundschule Antonio Rosmini (scuola elementare) samt Mensa angebaut, die den Pausenhof mit dem Schülerheim teilt.
Im Jahr 2001 ging das Gebäude im Zuge der Autonomiebestimmungen an das Land Südtirol über, das es weiterhin als Schülerheim und Bildungseinrichtung nutzt. Es bietet Platz für ca. 70 Oberschüler, verfügt über eine Mensa und wird auch für Weiterbildungsveranstaltungen genutzt.
Ostseitig grenzt der Sonnenhof bzw. sein Schulhof an das Gelände des Herzogsparks, der noch aus der Zeit der Villa Wendlandt stammt und heute neben Tennisplätzen und einem Kinderspielplatz das Regierungskommissariat beherbergt.